# Ministro de Salud del Perú
El ministro(a) de Salud del Perú es el encargado del Ministerio de Salud, dentro del Consejo de Ministros del Perú.

## Historia
El 5 de octubre de 1935, al conmemorarse el 50 Aniversario del fallecimiento del mártir de la medicina peruana Daniel Alcides Carrión, fue promulgado el Decreto Ley N.º 8124 del Gobierno del general Óscar R. Benavides que creó el Ministerio de Salud Pública, Trabajo y Previsión Social. En el nuevo portafolio se integraron la antigua Dirección de Salubridad Pública, las Secciones de Trabajo y Previsión Social, así como la de Asuntos Indígenas del Ministerio de Fomento; confiriéndosele además las atribuciones del Departamento de Beneficencia del Ministerio de Justicia.
El primer titular de Salud fue el doctor Armando Montes de Peralta. En 1942, adoptó el nombre de Ministerio de Salud Pública y Asistencia Social, y en 1968, la denominación que mantiene hasta la actualidad: Ministerio de Salud.